# Robertson Channel
Robertson Channel är ett sund i Antarktis. Det ligger i Östantarktis. Australien gör anspråk på området.